# Conservatorio de Sarátov
El Conservatorio de Sarátov es un conservatorio de música en Rusia.
Fue fundado en 1912 y fue el primer conservatorio provincial fundado en Rusia, después del Conservatorio de San Petersburgo y el Conservatorio de Moscú. Sarátov era, en ese momento, la tercera ciudad de Rusia. El edificio principal del invernadero fue construido en 1902 por el arquitecto Alexander Yulyevich Yagn, y originalmente albergaba una escuela de música. Antes de la apertura del invernadero en 1912, el edificio fue reconstruido por el arquitecto Semyon Akimovich Kallistratov. Cuando se inauguró el Conservatorio de Saratov en septiembre de 1912, inmediatamente tuvo 1.000 estudiantes listos para comenzar sus estudios.
En 1935, el Conservatorio recibió su nombre del tenor de fama mundial Leonid Sobinov.

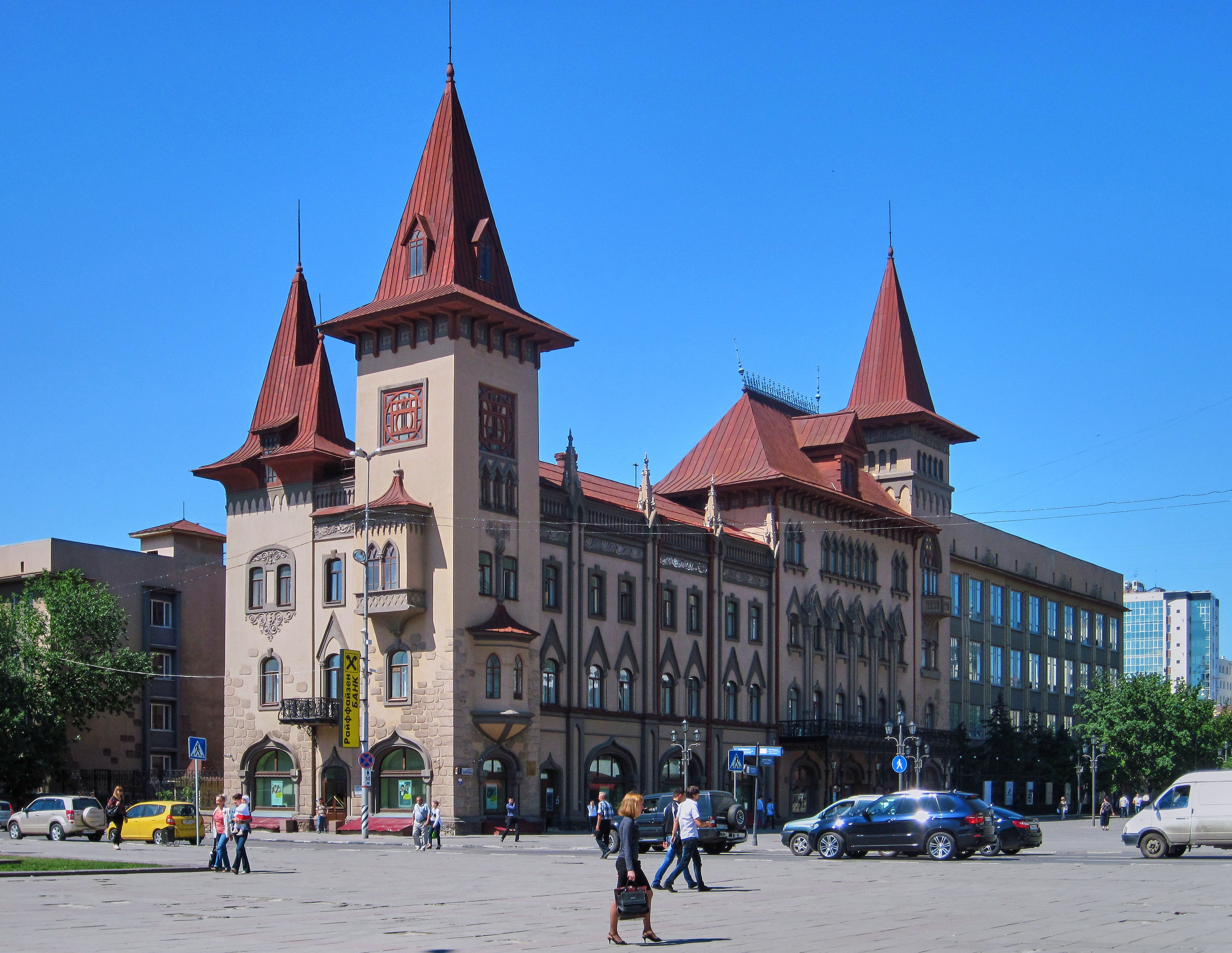
Conservatorio de Sarátov, Rusia

## Profesores notables
- Emil Hajek, Pianista
- Jaroslav Hajek, Violinista
- Karl Wilhelm (Vasily Georgievich) Brandt, Trompetista
- Anatoly Nikolaevich Drozdov, (teoría musical)
- Simón Matveevich Kozolupov, (violonchelo)
- Mikhail E. Medvedev, (cantando)
- Viktor Ivanovich Egorov, Artista de Honor de la Federación Rusa
- Nikolai Ilyich Aladov, (cantante)
- Natalia Kimovna Tarasova, Artista de Honor de Rusia
- Nosyrev, Eugene R, (oboe)
- Gokhman, Elena, Maestro de Teoría
- Józef Śliwiński, Maestro de Teoría
- Roman Moiseyev, Maestro de Teoría
- Konstanty Gorski, Maestro de Teoría
- Mikhail Bukinik, Maestro de Teoría
- Tatiana Stepanova, ballet
- Arnold Azrikan, Maestro de Teoría
- Nisson Shkarovsky, Maestro de Teoría

## Alumnos Notables
- Alyona Apina , vocalista principal de grupo musical Ruso Kombinaciya.
- Vladimir N Drozdoff , Pianista y Compositor
- Galina Kovalyova
- Fatma Mukhtarova
- Lidia Ruslanova
- Anna Yevdokimova (seudónimo Anna t'Haron), pianista rusa, Artista, becaria de los “ Prins Bernhard Cultuurfonds ” (Países Bajos).
- Franciszek Zachara , graduado en 1919